# Калинин, Пётр Захарович
Пётр Заха́рович Кали́нин (бел. Пётр Захаравіч Калінін; 12 октября 1902, д. Ольховики, Лесковичская волость, Витебский уезд, Витебская губерния, Российская империя — 12 декабря 1966, Минск, Белорусская ССР, СССР) — советский государственный и партийный деятель, один из руководителей партизанского движения в Белорусской ССР в годы Великой Отечественной войны. Полковник.

## Биография
Родился в деревне Ольховики (ныне Глубокский район, Витебская область, Республика Беларусь).
С 1924 по 1926 год служил в РККА.
С 1926 года на административной работе в Сиротинском районе Витебской области.
В 1928 году вступил в ВКП(б). Участник проведения коллективизации в Беларуси и массового раскулачивания.
В 1937 году окончил Республиканскую школу пропагандистов при ЦК КП(б)Б.
В 1938 году — заведующий сельскохозяйственным отделом ЦК КП(б) Беларуси. С 1939 года — заместитель народного комиссара земледелия БССР, затем 1-й секретарь Вилейского обкома КП(б)Б.
В 1941 году окончил Высшую школу партийных организаторов при ЦК ВКП(б). В 1941—1944 годах — 2 секретарь ЦК КП(б) Беларуси.
В 1941—1942 годах — член Военного совета 21-й армии, затем заместитель начальника штаба партизанского движения при Военном совете Западного фронта.
С сентября 1942 года возглавлял Белорусский штаб партизанского движения.
С 1944 года — 1 секретарь Гродненского обкома КП(б) Беларуси. На этой должности продвигал идеи развития перерабатывающей промышленности в Гродненской области, автор идеи создания первого сахарного завода на территории БССР в поселке Скидель (ныне город в Гродненском районе) и куратор стремительного развития данного населенного пункта.
С 1948 года — заместитель Председателя Совета Министров БССР. С 1951 года — министр совхозов, дорожного и транспортного хозяйства, хлебопродуктов БССР. С апреля 1959 года — советник Совета Министров БССР.
В 1940—1952 годах — член ЦК КПБ, в 1946—1958 годах — депутат Верховного Совета СССР, в 1938—1955 годах и в 1959—1963 годах — депутат Верховного Совета БССР.
Автор книги «Партизанская республика».

## Награды
- 2 ордена Ленина
- Орден Суворова I степени (15.08.1944)
- Орден Отечественной войны I степени
- Орден Трудового Красного Знамени
- Медаль «Партизану Отечественной войны» I и II степеней
- Медаль «За оборону Москвы»
- Медаль «За победу над Германией в Великой Отечественной войне 1941—1945 гг.»
- Орден «Крест Грюнвальда» II степени (Польша)
- другие награды

## Память
В 1967 году Постановлением Совета Министров БССР имя П. З. Калинина было присвоено восьмилетней школе в деревне Лесковичи (Шумилинский район, Витебская область) и Скидельскому сахарному заводу (ныне ОАО «Скидельский сахарный комбинат имени П. З. Калинина»). Согласно этому же постановлению на могиле П. З. Калинина установлен памятник.
Имя П. З. Калинина присвоено средней школе № 5 города Гродно, музею.
Экспозиция в Белорусском государственном музее истории Великой Отечественной войны. В постоянной экспозиции музея представлен фотопортрет П.З. Калинина, его награды, удостоверение начальника БШПД и фуражка. В фондах музея хранятся документы, фотографии, другие материалы Петра Захаровича.